# 帝釈寺 (箕面市)
帝釈寺（たいしゃくじ）は大阪府箕面市粟生外院にある高野山真言宗の仏教寺院。

## 歴史
寺伝によれば当寺は聖徳太子の創造で、貞観年中（859年～877年）清和天皇勝尾寺行幸の時、当寺に参籠され、勝尾寺の外院となったという。
応仁の乱の兵火で堂宇ことごとく焼失して衰微していたが、慶安2年（1649年）僧秀栄が再建して今日に至る。

## 文化財
- 絹本著色愛染明王像　箕面市指定有形文化財（平成5年6月28日指定）室町時代

## 交通アクセス
阪急バス「外院」から徒歩3分